# Бюро национальной безопасности Польши
Бюро национальной безопасности Польши — польское правительственное ведомство, в полномочия которого входит исполнение поручений президента Польши по вопросам национальной безопасности. Глава Бюро национальной безопасности подотчётен президенту Польши.

## История
Бюро было образовано 31 января 1991 года указом Президента Польши Леха Валенсы. Пришло на смену Управлению охраны государства.

## Полномочия и обязанности
- Выполнение задач, возложенных Президентом Польши в области безопасности и обороны, в том числе инициирование и участие в подготовке концепции и планов организации и функционирования интегрированной системы управления национальной безопасностью, а также надзор за их осуществление от имени Президента Польши
- Мониторинг и анализ формирования стратегических условий национальной безопасности (внутренней и внешней) и подготовка оценок и итоговых выводов для Президента Польши;
- Разработка и предоставление заключений по документам стратегического характера (концепциям, директивам, планам, программам) в области национальной безопасности, в отношении которых Президент Польши компетентен, и надзор за выполнением содержащихся в них задач
- Мониторинг, оценка и предоставление заключений о текущей деятельности Польских вооруженных сил, перспективных программах развития и оперативных планах их использования - под руководством Президента Польши
- Сотрудничество с органами государственной власти и общественными организациями в вопросах, связанных с вопросами национальной безопасности
- Мониторинг, оценка и дача заключений о текущей деятельности органов государственной власти в сфере гражданской безопасности, в том числе общественной и социально-экономической безопасности, и формулирование мнений и заключений по этому поводу для Президента Польши
- Разработка и выдача заключений под руководством Президента Польши проектов, нормативных актов и других правовых актов в области национальной безопасности

## Главы ведомства
Государственные министры национальной безопасности как Главы Бюро национальной безопасности
| Имя | Имя            | Начало полномочий | Окончание полномочий | Партия                              | Президент   |
| --- | -------------- | ----------------- | -------------------- | ----------------------------------- | ----------- |
|     | Яцек Меркель   | 29 декабря 1990   | 11 марта 1991        | Либерально-демократический конгресс | Лех Валенса |
|     | Лех Качиньский | 12 марта 1991     | 1 ноября 1991        | Право и Справедливость              | Лех Валенса |

Главы Бюро национальной безопасности
| Имя | Имя                      | Начало полномочий | Окончание полномочий | Партия                         | Президент                                                                                              |
| --- | ------------------------ | ----------------- | -------------------- | ------------------------------ | --- |
|     | Ежи Милевский            | 8 февраля 1991    | 13 июня 1994         | Демократическая партия         | Лех Валенса                                                                                            |
|     | Генрик Горышевский       | 14 июня 1994      | 22 декабря 1995      | Христианско-национальный союз  | Лех Валенса                                                                                            |
|     | Ежи Милевский            | 3 января 1996     | 10 февраля 1997      | Демократическая партия         | Александр Квасьневский                                                                                 |
|     | Марек Сивец              | 19 февраля 1997   | 17 июня 2004         | Союз демократических левых сил | Александр Квасьневский                                                                                 |
|     | Тадеуш Балахович (и. о.) | 18 июня 2004      | 28 февраля 2005      | Беспартийный                   | Александр Квасьневский                                                                                 |
|     | Ежи Бар                  | 1 марта 2005      | 22 декабря 2005      | Беспартийный                   | Александр Квасьневский                                                                                 |
|     | Рышард Лукасик           | 22 декабря 2005   | 13 января 2006       | Беспартийный                   | Лех Качиньский                                                                                         |
|     | Анджей Урбанский         | 13 января 2006    | 24 августа 2006      | Беспартийный                   | Лех Качиньский                                                                                         |
|     | Владислав Стасяк         | 24 августа 2006   | 8 августа 2007       | Право и Справедливость         | Лех Качиньский                                                                                         |
|     | Роман Полько (и. о.)     | 8 августа 2007    | 19 ноября 2007       | Право и Справедливость         | Лех Качиньский                                                                                         |
|     | Владислав Стасяк         | 19 ноября 2007    | 15 января 2009       | Право и Справедливость         | Лех Качиньский                                                                                         |
|     | Александр Щигло          | 15 января 2009    | 10 апреля 2010       | Право и Справедливость         | Лех Качиньский                                                                                         |
|     | Збигнев Новек (и. о.)    | 10 апреля 2010    | 13 апреля 2010       | Беспартийный                   | Бронислав Коморовский (и. о.)                                                                          |
|     | Станислав Козей          | 13 апреля 2010    | 6 августа 2015       | Гражданская платформа          | Бронислав Коморовский (и. о.); Богдан Борусевич (и. о.); Гжегож Схетына (и. о.); Бронислав Коморовский |
|     | Павел Солох              | 7 августа 2015    | 10 октября 2022      | Беспартийный                   | Анджей Дуда                                                                                            |
|     | Яцек Северя              | 11 октября 2022   |                      | Беспартийный                   | Анджей Дуда                                                                                            |